# 257 (số)
257 (hai trăm năm mươi bảy) là một số tự nhiên ngay sau 256 và ngay trước 258.

## Trong toán học
- 257 là một số Fermat.